# Erik Schmidt (politiker)
 For alternative betydninger, se Erik Schmidt. (Se også artikler, som begynder med Erik Schmidt)
Erik Schmidt (født 19. juni 1941) er en dansk politiker fra Socialdemokratiet, der fra 1998 til 2001 var borgmester i Augustenborg Kommune. Han blev valgt til kommunalbestyrelsen i 1994.
I sit civile erhverv er Erik Schmidt distriktssekretær.